# Demosthenesia buxifolia
Demosthenesia buxifolia là một loài thực vật có hoa trong họ Thạch nam. Loài này được (Fielding & Gardner) A.C.Sm. mô tả khoa học đầu tiên năm 1936.